# Karolina Bielawska

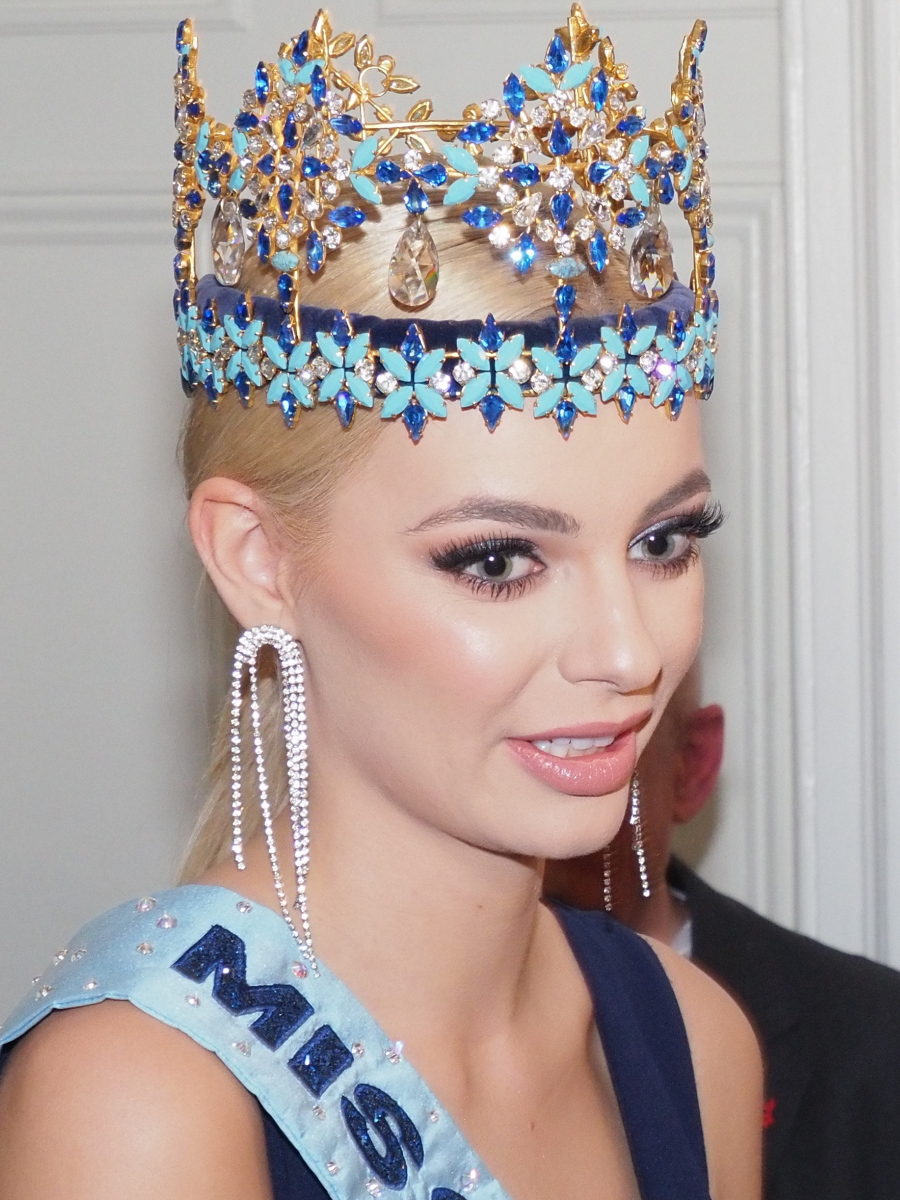
Karolina Bielawska im Jahr 2022

Karolina Bielawska (* 11. April 1999 in Łódź, Polen) ist ein polnisches Model. Sie wurde zur Miss World 2021 gewählt.

## Leben
Karolina Bielawska wurde 1999 in der mittelpolnischen Stadt Łódź geboren. Ihre Mutter ist Agnieszka Zakrzewska-Bielawska, Professorin für Wirtschaftswissenschaften an der Technischen Universität Łódź, ihr Vater Łukasz Bielawski, ehemaliger Präsident des Fußballclubs ŁKS Łódź. Karolina Bielawska hat ein Managementstudium begonnen.
2019 wurde Karolina Bielawska in ihrem Heimatland zur Miss Polen gewählt, womit sie sich für die Teilnahme der nachfolgenden Miss-World-Wahl qualifizierte. Die für 2020 angesetzte Finalrunde des Wettbewerbs wurde aufgrund der COVID-19-Pandemie abgesagt, die Neuansetzung im Dezember 2021 wurde aufgrund mehrerer Infektionen der Teilnehmenden um drei Monate verschoben und schließlich am 16. März 2022 in San Juan, Puerto Rico, durchgeführt. Hier konnte sich Bielawska im Feld von 97 Frauen durchsetzen und wurde zur Miss World 2021 gekrönt. Damit ist sie die zweite Polin, nach Aneta Kręglicka 1989, die zur Miss World gewählt wurde.